# Ciornozemne, Tokmak
Ciornozemne (în ucraineană Чорноземне, în germană Andreburg) este un sat în comuna Tavria din raionul Tokmak, regiunea Zaporijjea, Ucraina. Satul a fost locuit de germanii pontici.   

## Demografie
Componența lingvistică a localității Ciornozemne
     Ucraineană (90,14%)
     Rusă (9,86%)
Conform recensământului din 2001, majoritatea populației localității Ciornozemne era vorbitoare de ucraineană (90,14%), existând în minoritate și vorbitori de rusă (9,86%).